# 勞特塔爾 (巴伐利亞州)
劳特塔尔（德語：Lautertal，發音：[ˈlaʊtɐˌtaːl]，意为“劳特河谷”），是德国巴伐利亚州上弗兰肯行政区科堡县的市镇，面积30.35平方千米，2023年12月31日人口为4,553人。